# Sandro Callari
Alessandro „Sandro“ Callari (* 14. Dezember 1953 in Rom) ist ein ehemaliger italienischer Radrennfahrer und nationaler Meister im Radsport.

## Sportliche Laufbahn
Callari war Bahnradsportler. Mit 13 Jahren wurde er Mitglied im Radsportverein Dopolavoro Ferroviario von Rom, wechselte dann zum Verein Corpo Forestale dello Stato.
Er war Teilnehmer der Olympischen Sommerspiele 1976 in Montreal. In der Mannschaftsverfolgung belegte der Vierer aus Italien in der Besetzung Sandro Callari, Cesare Cipollini, Rino De Candido und Giuseppe Saronni den 5. Platz.
Dreimal gewann er die nationale Meisterschaft in der Mannschaftsverfolgung.
Bei den UCI-Bahn-Weltmeisterschaften 1979 gewann er die Bronzemedaille in der Mannschaftsverfolgung gemeinsam mit Maurizio Bidinost, Pierangelo Bincoletto und Silvestro Milani. Rund 30 Siege konnte er in Straßenrennen feiern. 1977 siegte er im Amateur-Sechstagerennen von Mailand.
Callari war für die Olympischen Sommerspiele 1980 im Bahnradsport nominiert, startete aber nicht. Er beendete daraufhin seine Laufbahn.

## Berufliches
Nach seiner aktiven Laufbahn war er als Mechaniker für verschiedene Vereine und für die Bahn-Nationalmannschaft der Junioren tätig.